# Andreas Gruber (cinéma)
Pour les articles homonymes, voir Andreas Gruber.
Andreas Gruber, né à Wels (Autriche) le 2 novembre 1954, est un scénariste et réalisateur autrichien.

## Filmographie partielle

### Scénario et réalisation
- 1994 : L'Espace de la grâce (Hasenjagd – Vor lauter Feigheit gibt es kein Erbarmen)
- 1997 : La Dette d'amour (Die Schuld der Liebe)
- 2004 : Bienvenue en Afrique (Welcome Home)

## Distinctions
- 1995 : Deutscher Kritikerpreis
- 2004 : Prix Elfriede Grünberg